# Iver Huitfeldt-klassen i Arktis
Iver Huitfeldt i Arktis
D. 19 juni 2019 lagde fregatten HDMS Peter Willemoes for første gang til kaj i Nuuk i Grønland. Aldrig før havde en dansk fregat af Iver Huitfeldt-klassen sejlet til de arktiske farvande i Grønland. Fregatten skal fremover sammen med Søværnets inspektionsskibe- og fartøjer indgå i overvågning og suverænitetshævdelsen ved Færøerne og Grønland.

## Baggrund for indsættelsen af en Iver Huitfeldt-klassen i Arktis
Den danske regering besluttede den 4. december 2013 at iværksætte et omfattende analysearbejde vedrørende styrkelse af Forsvarsministeriets opgaveløsning i Arktis. Formålet var at se nærmere på hele ministerområdets opgaver og kapaciteter i det arktiske område. I forbindelse med dette analysearbejde blev Peter Taksøe-Jensen (dansk ambassadør i Indien) d. 15. september 2015 bedt af regeringen om at stå i spidsen for en udredning om Danmarks internationale engagement. Opgaven var at give et bud på Danmarks strategiske interesser, en stærkere samtænkning og koordinering af de eksterne politikområder samt Danmarks kerneopgaver frem mod 2030. D. 1. maj 2016 afleverede Peter Taksøe-Jensen sin rapport til udenrigsministeriet. I rapporten beskrev Peter Taksøe-Jensen vigtigheden for Danmark i at bevare Grønland og Færøerne i Rigsfællesskabet. Hvis Danmark mistede disse besiddelser ville Danmark ikke kunne være en del af Arktisk råd og derfor ikke have mulighed, for at kunne have politisk indflydelse blandt de andre stormagter i Arktisk råd (USA og Rusland). Ifølge Peter Taksøe-Jensen ville det kræve en styrket indsats og samarbejde for at udnytte de udenrigspolitiske påvirkningsmuligheder, Kongeriget i dag har som Arktisk stormagt. Ifølge Peter Taksøe-Jensen manglede der fra Dansk side, tilstedeværelse samt overvågning af Arktis ved Færøerne og ved Grønland.
Konklusionen i forhold til Arktis var at Danmark ville miste udenrigspolitisk tyngde, hvis Danmark ikke prioriterede Arktis højere og et værktøj til vise øget tilstedeværelse i Arktis, var Søværnets luftforsvarsfregatter af Iver Huitfeldt-klassen.

Efter Peter Taksøe-Jensens rapport blev arktisk analysen fra forsvarsministeriet udfærdiget. I analysen fremgik det at der Lejlighedsvis kunne anvendes fregatter og støtteskibe til at styrke luftrumsovervågningen ved Grønland og Færøerne. Ifølge analysen var det en god ide at indsætte Fregatter i Arktis, idet at de ville kunne løse overvågnings problemerne i Arktis som Peter Taksøe-Jensens rapport samt forsvarsministeriets arktisk analyse havde slået ned på. Fregatter af Iver Huitfeldt klassen kan udføre luftrumsovervågning med deres langtrækkende luftrumsovervågningsradar samt overfladeovervågning med deres overfladevarslingsradar. Skibene kan principielt betragtes som flydende radarstationer, der kan udføre luftrumsovervågning over et betragteligt område. Iver Huitfeldt klassen vurderes ifølge Arktis analysen at kunne medføre en væsentlig styrkelse af opgaveløsningen, især i relation til overvågning og suverænitetshævdelse, myndighedsopgaver mv. i Arktis. På baggrund af dette blev en aftale om styrkelse af forsvarsministeriets fremtidige opgaveløsning i Arktis vedtaget den 8 . december 2016 af regeringen og Socialdemokratiet, Dansk Folkeparti og Radikale Venstre. I denne aftale blev der besluttet at en fregat af Iver Huitfeldt-klassen skulle indsættes i Arktis under Arktisk Kommando fra 2019.
- HDMS Peter Willemoes F362(Iver Huitfeldt-klassen)

Indsættelse af HDMS Peter Willemoes
D. 11. juni 2019 overgik HDMS Peter Willemoes, fra 2. eskadre til Arktisk Kommando som den første fregat af Iver Huitfeldt-klassen. Indsættelsen varede 1 måned og ifølge Forsvaret var formålet med indsættelsen at håndhæve suveræniteten i de nordligste dele af kongeriget, dels for at høste erfaring i Arktiske operationer, således at de største enheder i Søværnet fremover kan indsættes i Arktis efter behov.